# Бієкція
Бієкція (бієктивна функція, бієктивне відображення, взаємно однозначна відповідність) — в математиці відображення, яке є одночасно сюр'єктивним та ін'єктивним.
Інтуїтивно можна визначити бієкцію як відповідність, яка асоціює один елемент вхідної множини з одним і тільки одним елементом результуючої множини й навпаки, одному елементу результуючої множини зіставляється один і лише один елемент вхідної множини.
Тобто, відображення f: X→Y є бієктивним, коли кожному елементу y з множини Y зіставлений один і лише один елемент x з множини X, і f(x) = y.
В теорії множин стверджується, що бієкцію між двома множинами X та Y можна встановити тоді й лише тоді, коли ці множини є рівнопотужними.
| Бієктивне відображення (сюр'єктивне та ін'єктивне) | Ін'єктивне, але не сюр'єктивне відображення |
| Сюр'єктивне, але не ін'єктивне відображення        | Несюр'єктивне і неін'єктивне відображення   |

## Приклади
Нехай функція f: R → R має вигляд: f(x) = 2x + 1. Ця функція є бієктивною, тому що для будь-якого y ∈ R, існує єдиний розв'язок рівняння y = 2x + 1 відносно x: x = (y − 1)/2.
З іншого боку, функція g: R → R, визначена як g(x) = x2 не є бієктивною з двох причин. По-перше, маємо g(1) = 1 = g(−1), тобто g не є ін'єктивною, і, по-друге, не існує такого x ∈ R, щоби x2 = −1, тобто g не є також і сюр'єктивною. Тому, виходячи з визначення бієкції, ця функція не є бієктивною.

## Властивості
- Відображення f: X → Y є бієктивним тоді й тільки тоді, якщо існує відображення g: Y → X таке, що композиція g та f (позначається g o f) є тотожним (нейтральним) відображенням на X, а f o g є тотожним відображенням на Y. Відображення g позначається як f−1 і має назву оберненого відображення.
- Якщо f o g — бієктивна, то f сюр'єктивна, а g ін'єктивна.
- Якщо f та g є бієктивні, то f o g також бієктивна.